# ویلیام کینیر
ویلیام کینیر (انگلیسی: William Kinnear؛ ۳ دسامبر ۱۸۸۰ – ۵ مارس ۱۹۷۴) قایقران روئینگ اهل بریتانیا بود.
وی در مسابقات کشوری و بین‌المللی در مجموع برندهٔ ۱ مدال طلا شده‌است.